# آب‌نبات‌چوبی (فیلم ۱۳۵۱)
آب‌نبات‌چوبی فیلمی به کارگردانی امان منطقی و نویسندگی سهیلا نصر ساختهٔ سال ۱۳۵۱ است.

## خلاصه داستان
چند زن معروفه شب هنگام از دست پليس مي گريزند. شيرين، موقع فرار، با رهبر، نامزد سابقش، مواجه مي شود. مرتضي، پدر شيرين و عموي رهبر، بر اثر قتل غيرعمد در سانحه ي رانندگي به زندان افتاده است. شيرين به واسطه ي دوستش شهره با مرد هوسراني به نام جمشيد آشنا مي شود كه قصد اغفال او را دارد. فريبرز، مديرعامل يك شركت خصوصي، شيرين را به عنوان منشي در شركتش استخدام مي كند. فريبرز به شيرين پيشنهاد ازدواج مي دهد و پس از اغفال او مي گريزد. حميد، برادر شيرين، به اعتياد كشيده مي شود و شيرين با پادرمياني شهره سقط جنين مي كند و به منجلاب فساد مي افتد. رهبر كه پس از سال ها نامزد سابقش را بازيافته است با او قرار ازدواج مي گذارد.

## بازیگران
- منوچهر وثوق
- نوری کسرایی
- جمشید مشایخی
- ژاله علو
- فرخ ساجدی
- جهانگیر فروهر
- مستانه جزایری (اولین حضور سینمایی با نام هنری ساحره)[۱]
- فرید زلاند
- سعید امیرسلیمانی
- جمشید مهرداد
- محمدولی احمدلو
- ساعد هدایتی[۲]